# Frances Stewart

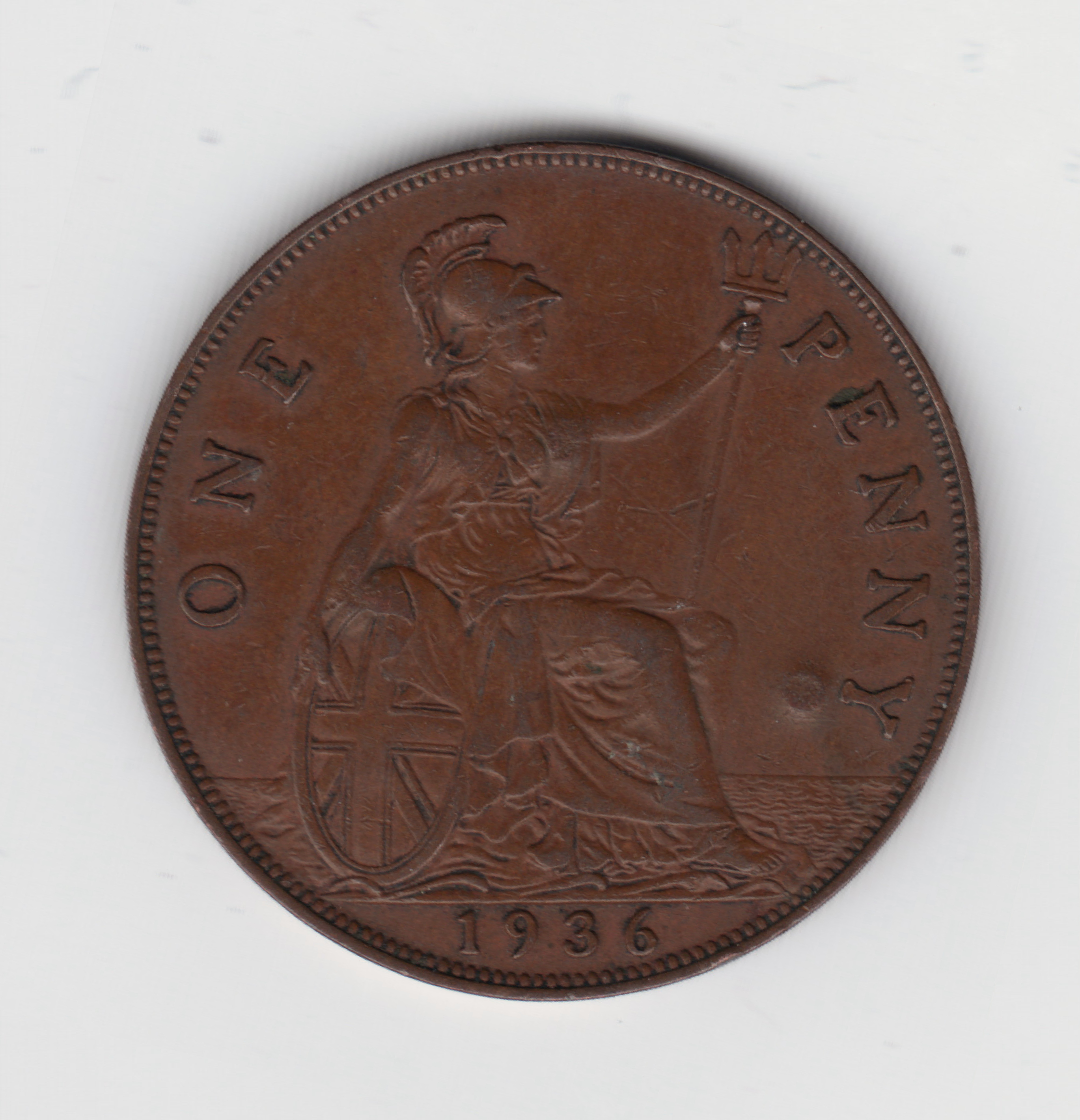
Frances representada como Britannia en el reverso de un penique de 1936.

Frances Teresa Stewart, duquesa de Richmond y Lennox (París, 8 de julio de 1647-Lennoxlove House, Reino Unido, 15 de octubre de 1702), también conocida como La Belle Stuart, fue una miembro prominente de la corte de la Restauración, famosa por no haberse convertido en una de las numerosas amantes del rey Carlos II de Inglaterra. Dotada de una gran belleza, sirvió como modelo de una idealizada Britannia.

## Biografía
Frances fue hija de Walter Stewart o Stuart, médico de la corte de la reina Enriqueta María de Francia y miembro lejano de la familia real. Pese a haber nacido en el exilio, Frances fue enviada a Inglaterra en 1663 tras la Restauración por la viuda de Carlos I, sirviendo como dama de honor de la reina y, posteriormente, como dama de compañía de la futura reina Catalina de Braganza.
Frances era una mujer físicamente muy atractiva según el cronista Samuel Pepys, quien llegó a afirmar que era la mujer más bella que había visto en su vida. Frances tuvo numerosos pretendientes, entre ellos el duque de Buckingham y Francis Digby, hijo del conde de Bristol, cuyo amor no correspondido fue celebrado por el poeta John Dryden. Pese a su belleza, Frances también era considerada una mujer con un comportamiento frívolo e infantil, llegando a afirmar el conde de Gramont que "sería difícil imaginar menos cerebro combinado con más belleza", si bien en sus cartas dirigidas a su esposo, conservadas en el Museo Británico, pueden apreciarse también sentimientos de carácter profundo desprovistos de toda frivolidad.
Durante su etapa en la corte, Frances atrajo la atención de Carlos II, quien se enamoró de ella. El interés amoroso del monarca era tal que en 1667 llegó a plantearse la posibilidad de divorciarse de su esposa Catalina para poder casarse con Frances, quien se había negado a convertirse en su amante. Contrajo matrimonio con el duque de Richmond y Lennox en marzo de 1667, siendo probable el hecho de que se hubiese visto obligada a huir con él tras ser descubierta por una rival en la corte, Lady Castlemaine, interesada en convertirse en amante del rey. Frances regresó poco después a la corte, donde permaneció por varios años. Pese a resultar físicamente desfigurada en 1669 a consecuencia de la viruela, Frances logró mantener el interés del rey en ella, consiguiendo su esposo, entre otros cargos, el puesto de embajador en Dinamarca, donde murió en 1672.
Frances estuvo presente en el nacimiento de Jacobo Francisco Eduardo Estuardo, hijo de Jacobo II de Inglaterra, en 1688, siendo una de las firmantes del certificado. Murió en 1702, dejando en herencia a su sobrino Lord Blantyre el castillo de Lethington, el cual fue rebautizado con el nombre de Lennoxlove en recuerdo a Frances.

## Honores
Tras la guerra entre Inglaterra y Holanda, el rostro de Frances fue empleado como modelo de Britannia en una medalla conmemorativa, la cual a su vez sirvió posteriormente como modelo para monedas y estatuas. Su rostro siguió apareciendo en acuñaciones de cobre hasta la decimalización de la moneda en 1971, figurando asimismo en la moneda de cinco peniques en 2006.